# انتشارات مارتینوس نیهوف
انتشارات مارتینوس نیهوف یک شرکت چاپ و نشر مستقل است که قدمت آن به قرن نوزدهم می‌رسد. در حال حاضر یک شرکت تابع از انتشارات بریل است. این شرکت در سال ۱۸۵۳ میلادی تأسیس شده‌است.